# Oysters
Oysters («Ойстерс») — российская компания, которая занимается разработкой, производством и продажей товаров потребительской электроники. Под торговой маркой Oysters производятся планшеты, смартфоны, мобильные телефоны, видеорегистраторы и радар-детекторы. Компания присутствует на рынке с 2010 года и по итогам первого квартала 2015 года стала лидером по продажам планшетных компьютеров на территории Российской Федерации (до половины планшетных компьютеров Oysters, проданных в России в первом квартале 2015 года, достались покупателям бесплатно в рамках рекламной акции)

## История
Продукция Oysters появилась на российском рынке в 2010 году. Первыми устройствами под брендом Oysters были GPS-навигаторы. Для этого класса устройств специалисты компании разработали универсальный держатель Oysters, позволяющий подключать к автомобильному GPS-навигатору высокоскоростной интернет от операторов сотовой связи.

### 2011
Компания начала сотрудничество с крупными федеральными сетями: Евросеть, М.Видео, Media Markt, Связной и др.
Продано почти 300 тысяч устройств Oysters.
Разработана первая электронная книга с тетрадью — Oysters Readme SB

### 2012
Первый в России детский планшет Oysters Kids 8 со специальным интерфейсом и набором детских обучающих программ
Первый в России видеорегистратор с двумя поворотными камерами и высоким разрешением съемки 1440х1280 пикселей — Oysters DVR-04M.
Первый в России навигатор на базе Android c поддержкой спутников GLONASS — Oysters Chrom 5500.

### 2013
Первый в России доступный суперпроизводительный планшет Oysters T34 на процессоре Nvidia® Tegra 3®.

За 2013 год продано более полумиллиона устройств Oysters.
Oysters отмечен наградой Brand Awards «За новейшие цифровые технологии»
Планшеты Oysters вошли в ТОП5 в сети Media Markt по итогам августа.

### 2014
Смартфоны Oysters Atlantic 600 и Pacific 800 вошли в ТОП5 самых продаваемых бюджетных смартфонов в сети Media Markt по итогам первого полугодия.
Инженеры разработали линейку мобильных телефонов Oysters. Новые модели получили названия в честь российских городов — Уфы и Сочи.
Второй год подряд компания Oysters отмечается наградой Brand Awards «За новейшие цифровые технологии».

### 2015
В первом квартале 2015 года компания Oysters стала лидером по продажам планшетных компьютеров на территории Российской Федерации.
В мае три планшета Oysters вошли в топ-5 самых продаваемых в рознице МегаФон:T72H 3G, T12V 3G и T72HA 3G.
Совместно с Microsoft и Билайн компания представила первый доступный планшет на Windows 10 — Oysters T104W 3G.

### 2016
Компания Oysters стала техническим партнером проекта «Обучение планшетной грамоте» для пенсионеров, организованного Объединением «Манеж».
Компания получила награду «Продукт года» в категории Бюджетные планшетные компьютеры за устройство Oysters T104W 3G.
В 2016 году компания Oysters выпустила телефон-раскладушку Ulan-Ude, которая носит название столицы Бурятии, города Улан-Удэ, а также модель в форм-факторе моноблок Saratov.
Oysters — официальный партнер билетной программы ХК «Спартак» на период проведения Чемпионата Континентальной хоккейной лиги сезона 2016/2017.

### 2025
На 2025 год компания провела ребрендинг, сменив название на LimOn, и сосредоточилась на «выпуске» (фактически это всё та же доставка из Китая) мобильных кассовых терминалов. При этом сама компания продолжает существовать, а производитель терминалов остаётся прежним — ООО "Ойстерс", просто теперь продукция выходит под другим брендом.

## Спонсорство
Oysters поддерживает светские и спортивные мероприятия: компания выступала спонсором премии Friends в 2014 году, гольф-турнира Russian Seniors Amateur Open Cup’15 и др.